# Biographical Directory of the United States Congress
Biographical Directory of the United States Congress är det biografiska referensverket för USA:s kongress. 
I det kompletta biografiska uppslagsverket ingår uppgifter om alla tidigare och nuvarande ledamöter av USA:s representanthus och USA:s senat, över 12 000 individer.
I Biographical Directory ingår dessutom alla icke-röstberättigade delegater från USA:s territorier samt District of Columbia och alla ledamöter av kontinentala kongressen, den nuvarande amerikanska kongressens föregångare. Delegater från Puerto Rico och Filippinerna har titeln Resident Commissioner.